# Tymczasowy Jugosłowiański Komitet Ludowy w Rosji
Tymczasowy Jugosłowiański Komitet Ludowy w Rosji (ros. Временный югославянский народный комитет в России) – jugosłowiański organ władzy po stronie białych w czasie wojny domowej w Rosji.
W czasie wojny domowej w Rosji ukształtowały się 2 jugosłowiańskie organy władzy po stronie białych: Jugosłowiańska Komisja przy Czechosłowackiej Radzie Ludowej i ośrodek skupiony wokół konsula serbskiego Milankovicia. Pod koniec lipca 1918 r. konsul Milanković przybył do Tomska. Jego zwierzchność uznawały 3 jugosłowiańskie jednostki wojskowe w Rosji:
- Batalion Jugosłowiański im. Matii Gubca, dowodzony przez por. Proticia,
- oddział jugosłowiański w Samarze pod dowództwem kpt. Bozicia,
- Czelabiński Batalion Jugosłowiański ppor. Kovacevicia.

Konsul Milanković w połowie grudnia 1918 r. zgrupował te oddziały w tzw. Zgrupowanie Jugosłowiańskich Grup i Organizacji w Czelabińsku. Jego dowództwo przyjęło rezolucję o pomocy wszystkich Serbów, Chorwatów i Słoweńców białym i ich czechosłowackim sojusznikom w walce z bolszewikami. Na jej podstawie został powołany Tymczasowy Jugosłowiański Komitet Ludowy w Rosji jako najwyższy organ władzy nad wszystkimi Serbami, Chorwatami i Słoweńcami przebywającymi w Rosji. Pozostałe jugosłowiańskie organizacje polityczne uznano za nielegalne i działające w interesie Cesarstwa Austrii. Komitet miał nawiązać i utrzymywać ścisły kontakt z władzami Królestwa Serbii. Podporządkował się Komitetowi Jugosłowiańskiemu w Londynie. Jego działalność miała trwać do tej pory, kiedy wszystkie jugosłowiańskie organizacje wojskowe, społeczne, kulturalne itd. nie wybiorą stałego najwyższego organu władzy w Rosji. Przy Komitecie zaczęto wydawać pismo "Ujedinienje". Do lutego 1919 r. Komitet sam finansował podporządkowane mu jugosłowiańskie jednostki wojskowe. Wtedy otrzymał kredyt w wysokości 25 tys. rubli od władz admirała Aleksandra W. Kołczaka. Komitet próbował prowadzić rejestrację wszystkich Jugosłowian przebywających w Rosji, ale okazało się to ponad jego możliwości. 25 września Komitet podjął decyzję, aby utworzyć na bazie dotychczasowych jugosłowiańskich jednostek wojskowych pułk, który nazwano Ochotniczym Pułkiem  Serbów, Chorwatów i Słoweńców im. Majora Blagoticia. Na jego czele stanął kpt. Marinković. W dniach 11-12 marca 1919 r., po wielomiesięcznych rozmowach, została ostatecznie powołana wspólna jugosłowiańska organizacja polityczna w Rosji pod nazwą Jugosłowiańskie Wecze Narodowe. 22 marca tego roku podporządkował mu się konsul Milanković, ogłaszając 25 marca zakończenie działalności  Tymczasowego Jugosłowiańskiego Komitetu Ludowego w Rosji.